# Musée du service de santé des armées
Musée du service de santé des armées (česky Muzeum vojenské zdravotní služby) je muzeum v Paříži, které sídlí ve vojenské nemocnici Val-de-Grâce v 5. obvodu na Place Alphonse-Laveran. Bylo založeno v roce 1850. Jeho sbírky se zaměřují na vojenské zdravotnictví. Muzeum také pořádá dočasné výstavy.

## Historie
Založení muzea je spojeno s vytvořením školy aplikovaného vojenského zdravotnictví ve Val-de-Grâce vyhláškou ze dne 9. srpna 1850. V roce 1852 získalo sbírku anatomických vzorků odebraných během dřívějších válek, také další přírůstky se týkaly v podstatě anatomie. Teprve v roce 1886 byly připojeny historické sbírky jako malby, busty, portréty, paměti a další památky vztahující se k historii armádního zdravotnického sboru. Sbírky však přesto nebyly příliš rozsáhlé. Během první světové války však bylo získáno téměř 100 000 archivních dokumentů, 10 000 předmětů a 6500 fotografií dokumentující práci zdravotníků přímo na bojištích i v polních lazaretech.